# Tornabea scutellifera
Tornabea scutellifera är en lavart som först beskrevs av William Withering, och fick sitt nu gällande namn av J. R. Laundon. Tornabea scutellifera ingår i släktet Tornabea och familjen Physciaceae.   Inga underarter finns listade i Catalogue of Life.